# Savant (músico)
Aleksander Vinter (Oslo, 16 de abril de 1987) es un DJ noruego de complextro y música electrónica que produce bajo los nombres de Savant, Vinter, Datakrash y Blanco, aunque también produjo, y no se sabe si seguirá produciendo bajo los nombres de Megatron, The Christopher Walkens, Vinter in Hollywood y Vinter in Vegas. También publicó varios álbumes bajo su propio nombre y cuatro con su banda de heavy metal No Funeral.

## Infancia y adolescencia
Aleksander creció en Holmestrand, Noruega. Su primer contacto con la música fue a los 4 años cuando comenzó a usar un órgano eléctrico Yamaha. A la edad de 10 años, le pidió a su madre su propio teclado sintetizador, pero debido a problemas financieros tuvo que tomar prestado un viejo y defectuoso teclado Casio de su hermana, el cual solo podía tocar dos notas simultáneamente. Fue en este punto en el que encontró por primera vez el Trance y le dijo a su Madre "Quiero un ordenador, quiero hacer música". Durante su adolescencia se le diagnosticó el Síndrome del sabio o también conocido como síndrome del savant, el cual le provoca destacar hasta la genialidad en un aspecto, el cual en su caso es el almacenamiento en su memoria de todo o casi todo lo que ha oído a lo largo de su vida, ya sean sonidos específicos o piezas musicales. Este almacenamiento se realiza mediante categorías como bpm(siglas de "beats per minute") o tempo, género musical, etc. Y gracias a este, Aleksander puede componer complejas piezas musicales en minutos, y producirlas en horas.
Aleksander comenzó a utilizar el programa 'eJay' para producir música drum and bass durante un año antes de encontrar el programa FastTracker, el cual utilizó para crear música inspirada por sus videojuegos favoritos. Aleksander luego se utilizó el programa FL Studio y siguió trabajando con la música electrónica.
Más tarde se unió a una banda de black metal llamada No Funeral como teclista, pero pronto decidió producir música del género metal con su ordenador. Continuó experimentando con la música House, Trance y Metal.

## Carrera
En 2009, sacó su álbum debut "Outbreak", bajo el alias de 'Vinter in Hollywood'. Fue nominada en la categoría de música electrónica en los Premios Grammy Noruegos del 2009. 
En 2011, Aleksander firmó con SectionZ Records, y sacó su nuevo álbum "Mamachine" bajo el alias de 'Vinter in Vegas' y el álbum 'Ninür', bajo el alias 'Savant'. 
En 2013, D-Pad Studio, lanzó el juego "Savant: Ascent" para PC, Android e iOS. 

## Discografía

### ComoSavant
| Año  | Detalles del álbum                                                    |      |                                                                 |
| ---- | --------------------------------------------------------------------- | ---- | --------------------------------------------------------------- |
| Año  | Detalles del álbum                                                    | 2011 | Ninür - Lanzamiento: 11 de noviembre de 2011 - Sello: Section Z |
| Año  | Detalles del álbum                                                    | 2012 | Vario - Lanzamiento: 22 de febrero de 2012 - Sello: Section Z   |
| 2012 | Overworld - Lanzamiento: 6 de junio de 2012 - Sello: Section Z        |      |                                                                 |
| 2012 | ISM - Lanzamiento: 9 de septiembre de 2012 - Sello: Section Z         |      |                                                                 |
| 2012 | Alchemist - Lanzamiento: 12 de diciembre de 2012 - Sello: Section Z   |      |                                                                 |
| 2013 | Overkill - Lanzamiento: 13 de marzo de 2013 - Sello: Section Z        |      |                                                                 |
| 2013 | Cult - Lanzamiento: 7 de julio de 2013 - Sello: Section Z             |      |                                                                 |
| 2013 | Orakel - Lanzamiento: 11 de diciembre de 2013 - Sello: Section Z      |      |                                                                 |
| 2014 | πρῶτος (Protos) - Lanzamiento: 8 de agosto de 2014 - Sello: Section Z |      |                                                                 |
| 2014 | ZION - Lanzamiento: 13 de diciembre de 2014 - Sello: Section Z        |      |                                                                 |
| 2015 | Invasion - Lanzamiento: 26 de enero de 2015 - Sello: Section Z        |      |                                                                 |
| 2016 | VYBZ - Lanzamiento: 15 de julio de 2016 - Sello: VYBZ                 |      |                                                                 |
| 2017 | Jester - Lanzamiento: 17 de abril de 2017 - Sello: VYBZ               |      |                                                                 |
| 2018 | Slasher - Lanzamiento: 26 de octubre de 2018 - Sello: VYBZ            |      |                                                                 |
| 2020 | VOID - Lanzamiento: 4 de abril de 2020 - Sello: VYBZ                  |      |                                                                 |
| 2021 | VOID (DLC) - Lanzamiento: 22 de enero de 2021 - Sello: VYBZ           |      |                                                                 |
| 2022 | Krang - Lanzamiento: 2 de febrero de 2022 - Sello: VYBZ               |      |                                                                 |
| 2022 | Alchemist 2 - Lanzamiento: 12 de diciembre de 2022 - Sello: VYBZ      |      |                                                                 |

| Año  | Detalles del álbum                                                 |      |                                                                |
| ---- | ------------------------------------------------------------------ | ---- | -------------------------------------------------------------- |
| Año  | Detalles del álbum                                                 | 2010 | Thrillseekers - Lanzamiento: 2010 - Sello: Independiente       |
| Año  | Detalles del álbum                                                 | 2012 | Mindmelt - Lanzamiento: 24 de junio de 2012 - Sello: Section Z |
| 2013 | ♥ - Lanzamiento: 13 de marzo de 2013 - Sello: Section Z            |      |                                                                |
| 2013 | Thank You - Lanzamiento: septiembre de 2013 - Sello: Independiente |      |                                                                |

### ComoBlanco

#### Álbumes de estudio
| Año | Detalles del álbum |      |                                                           |
| --- | ------------------ | ---- | --------------------------------------------------------- |
| Año | Detalles del álbum | 2018 | Calypso - Lanzamiento: 31 de agosto de 2018 - Sello: VYBZ |

#### EP
| Año | Detalles del álbum |      |                                                                                                  |
| --- | ------------------ | ---- | ------------------------------------------------------------------------------------------------ |
| Año | Detalles del álbum | 2010 | The Mother of God and a Filthy Whore - Lanzamiento: 10 de octubre de 2010 - Sello: Independiente |
| Año | Detalles del álbum | 2015 | Bajo - Lanzamiento: 20 de noviembre de 2015 - Sello: Section Z                                   |

### ComoVinter in Vegas

#### Álbumes de estudio
| Año | Detalles del álbum |      |                                                                          |
| --- | ------------------ | ---- | ------------------------------------------------------------------------ |
| Año | Detalles del álbum | 2010 | Mindfighting - Lanzamiento: 10 de octubre de 2010 - Sello: Independiente |
| Año | Detalles del álbum | 2011 | Mamachine - Lanzamiento: 16 de junio de 2011 - Sello: Section Z          |

### ComoVinter in Hollywood
| Año  | Detalles del álbum                                              |      |                                                                    |
| ---- | --------------------------------------------------------------- | ---- | ------------------------------------------------------------------ |
| Año  | Detalles del álbum                                              | 2009 | Outbreak - Lanzamiento: 8 de mayo de 2009 - Sello: MTG Productions |
| Año  | Detalles del álbum                                              | 2009 | Bangers - Lanzamiento: 2009 - Sello: Independiente                 |
| 2009 | Destroy - Lanzamiento: 2009 - Sello: Independiente              |      |                                                                    |
| 2009 | Ambience - Lanzamiento: 2009 - Sello: Independiente             |      |                                                                    |
| 2009 | Disco - Lanzamiento: 2009 - Sello: Independiente                |      |                                                                    |
| 2010 | A House in Hollywood - Lanzamiento: 2010 - Sello: Independiente |      |                                                                    |
| 2011 | Vinter in Hollywood - Lanzamiento: 2011 - Sello: Independiente  |      |                                                                    |

| Año | Detalles del álbum |      |                                                                         |
| --- | ------------------ | ---- | ----------------------------------------------------------------------- |
| Año | Detalles del álbum | 2009 | Outbreak EP - Lanzamiento: 7 de mayo de 2009 - Sello: So French Records |